# Institut droit et économie de Périgueux
Pour les articles homonymes, voir IEJE.
L'Institut droit et économie de Périgueux, abrégé IDE, est une composante de la faculté de droit et science politique et de la faculté d'économie-gestion de l'université de Bordeaux. Elle forme des étudiants en droit et en administration économique et sociale (AES).

## Histoire
En avril 1969, le conseil municipal de Périgueux envisage la création d'un institut d'études juridiques dans les locaux précédemment occupés par l'école Jules-Ferry. L'antenne de la faculté de droit de l'université de Bordeaux ouvre officiellement en octobre 1969 et est inaugurée en décembre de la même année,,.
Le 2 juin 1989, le maire de Périgueux inaugure l'œuvre du sculpteur Hugues Maurin, Cupidon, qui se situe sur le campus.
En 2004, l'institut déménage ses locaux sur le site universitaire de La Grenadière,. En 2010, il devient le « Département d'études juridiques et économiques de Périgueux (DEJEP) ». À la rentrée 2016, il prend le nom d'« Institut de droit et d'économie (IDE) de Périgueux ».

## Administration

### Liste des dirigeants
Le proviseur actuel, Pascal Combeau, élu en 2010, est le quatrième depuis la création de l'université en 1969.
- 1969-1990 : Pierre Jaubert[7]
- 1990-2009 : Gérard Aubin[8]
- 2009-2010 : Yann Delbrel[9]
- 2010-2021 : Pascal Combeau[10]
- depuis 2021 : Sébastien Martin

## Formations
L'Institut propose plusieurs formations après l'examen du baccalauréat :
- La licence en droit (3 ans) ;
- La licence d'administration économique et sociale (2 premières années) ;

L'Institut propose également aux étudiants la licence professionnelle « Responsable de structures sociales et médico-sociales » et la licence professionnelle « Métiers du notariat » qui sont des formations accessibles après Bac+2.

## Vie étudiante
La vie étudiante est animée par l'Amicale des étudiants de Périgueux (AEP). L'AEP est une association étudiante créée en mai 1987 selon l'exemple de l'Amicale des étudiants en droit qui existait à Bordeaux. L'association est active et organise divers événements, tels que les journées d'intégration et le bal de fin d'année notamment. En 2011, l'association rejoint l'UNEDESEP (Union nationale des étudiants en droit, gestion, AES, sciences économiques, politiques et sociales).
L'Amicale des Anciens Étudiants de Périgueux (AAEP), créée le 6 juin 1979, a quant à elle pour but de faire promouvoir l'antenne de Périgueux et faciliter le contact entre les anciens et les élèves actuels, à travers l'organisation de diverses manifestations (forum des métiers, conférences, offres d'emploi et de stage notamment).

## Identité visuelle

Évolution du logotype
Le logo du DEJEP entre 2010 et 2016.
Le logo de l'IDE de Périgueux depuis 2016.